# Ranghana punctata
Ranghana punctata là một loài bướm đêm thuộc phân họ Arctiinae, họ Erebidae.